# Crespenou
Le Crespenou est une rivière française qui coule dans le département du Gard, dans la région Occitanie. Long de 12,9 kilomètres, il s'agit d'un des affluents principaux du Vidourle, avec le Crieulon et la Courme. Sa source se situe dans la commune de Monoblet.

## Géographie

### Communes traversées
Le Crespenou traverse les communes de Monoblet, Saint-Martin-de-Sossenac, Durfort, Fressac et Sauve.

## Histoire

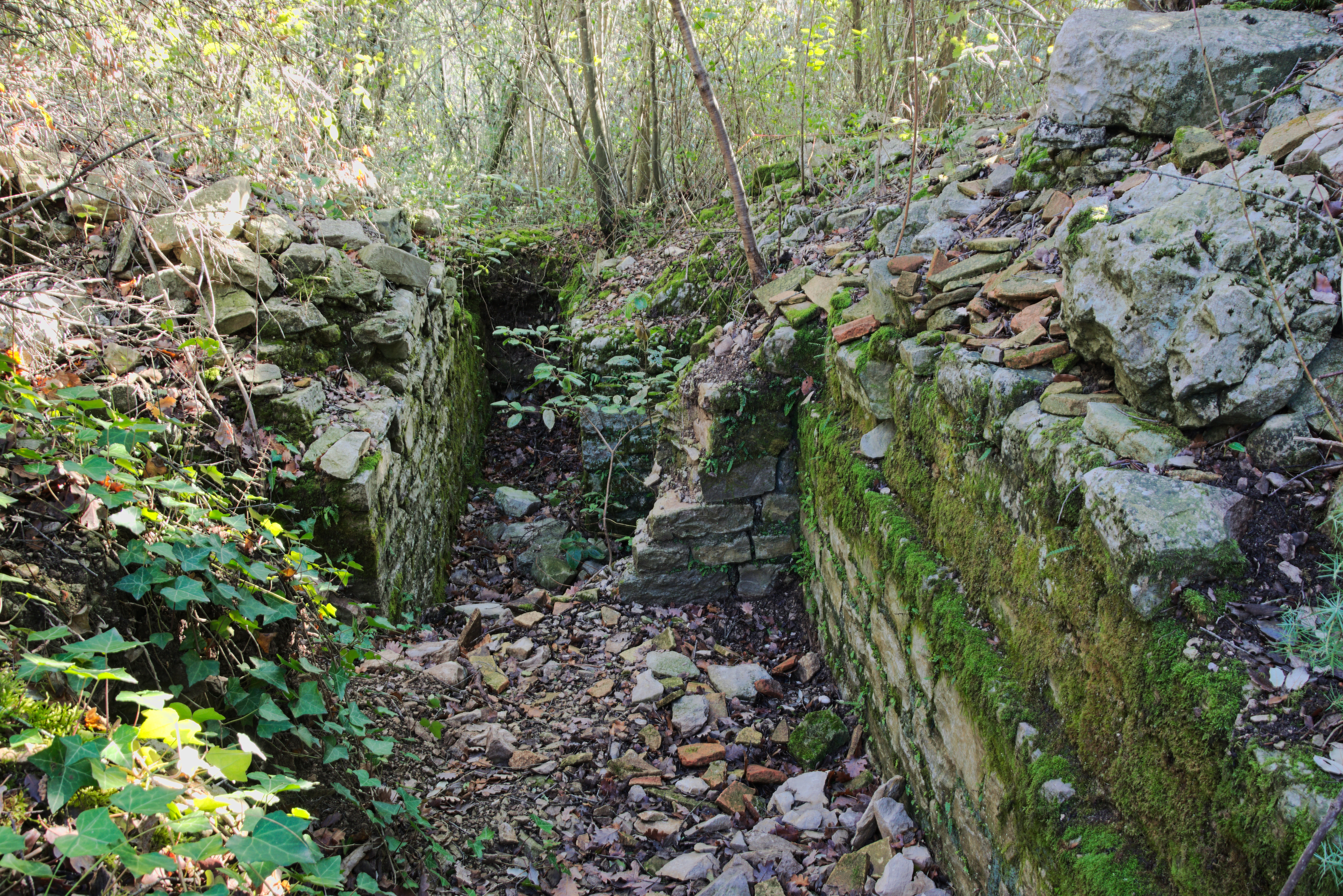
Murs antiques de l'oppidum de Mus

L'oppidum de Mus surplombe le Crespenou au niveau de sa confluence avec le ruisseau Valsauve.
Plusieurs moulins datant du XVIe siècle ont existé sur les bords du Crespenou.

## Activités nautiques
Les gorges du Crespenou sont appréciées par les adeptes du canyoning.